# Карпенко, Михаил Петрович
Михаил Петрович Карпенко (род. 15 октября 1936, Москва, СССР) — советский и российский учёный, инженер, изобретатель, основатель и президент Современной гуманитарной академии (СГА), вице-президент Российской академии естественных наук (РАЕН).

## Биография
В 1960 году окончил Московский государственный университет геодезии и картографии по специальности инженер-геодезист, в 1966 году — Московский институт нефтехимической и газовой промышленности по специальности инженер-механик (заочно).
С 1960 года в течение десяти лет работал геодезистом в изыскательских партиях, дослужился до должности главного инженера экспедиции Государственного института по проектированию магистральных трубопроводов (Гипротрубопровод). Прошел тысячи километров в Западной Сибири, Грузии, Белоруссии, Брянской и Московской областях. В дальнейшем перешёл на научную деятельность, занимал ряд должностей вплоть до заведующего отделом Всесоюзного научно-исследовательского института по строительству магистральных трубопроводов. 1960—1966 — инженер, старший инженер, главный инженер экспедиции института Гипротрубопровод (Государственный институт по проектированию магистральных трубопроводов, г. Москва), участвовал в изысканиях и проектировании ряда объектов нефтяной промышленности, в том числе и трансконтинентального нефтепровода «Дружба».
1966—1988 гг. — старший инженер, руководитель группы, заведующий сектором, заведующий лабораторией, заведующий отделом ВНИИСТа (Всесоюзный научно-исследовательский институт по строительству магистральных трубопроводов, г. Москва), участвовал в разработке технологии и организации строительства системы мощных газопроводов от южных и западносибирских месторождений в Центре и на Западе страны.
В 1972 году защитил кандидатскую диссертацию, в 1982 году — докторскую диссертацию, получил учёное звание профессора.
С 1988 года основная деятельность Карпенко переходит в сферу образования, он избран на должность заведующего кафедрой Центрального межведомственного института повышения квалификации руководящих работников и специалистов строительства.
1988—1992 гг. — заведующий кафедрой Государственной академии профессиональной переподготовки и повышения квалификации руководящих работников и специалистов инвестиционной сферы.
В 1992 году создаёт частное высшее учебное заведение Современный гуманитарный университет (с 2003 года — Современная гуманитарная академия), становится его ректором, а с 2008 года президентом.
В настоящее время является вице-президентом Российской академии естественных наук (РАЕН), президентом Академии компьютерных наук, президентом Международного союза общественных академий наук, членом Межгосударственного комитета СНГ по распространению образования и образованию взрослых, членом Президиума Международной ассоциации «Знание», членом Высшего Совета Национального Комитета «Интеллектуальные ресурсы России», членом экспертных советов Государственной думы и Совета Федерации.
Активно участвует в разработке и практическом воплощении инноваций. В области образовательных технологий и дидактических основ обучения им получено около 200 авторских свидетельств и патентов. Автор около 200 опубликованных научных трудов.
В 2002 году выступил одним из основателей и сопредседателем Партии социальной справедливости, которая в дальнейшем передала своё название партии «Справедливой России». Социальной справедливостью Карпенко считает право каждого человека максимально реализовать свой потенциал.
В 2006 году вошёл в международный справочник Who is Who.
Благотворительная деятельность Карпенко связана с работой фонда «Культура и образование в экстремальных условиях», общественной организации «Образование для инвалидов».
Автор около 200 научных трудов. В 2008 году вышла в свет монография «Телеобучение», в которой обобщён 16-летний опыт СГА по развитию и внедрению информационно-коммуникационных дистанционных образовательных технологий. Научные исследования Карпенко и его учеников отражены. в монографиях «Когномика», «Образовательная геодемография в России», «Качество высшего образования» (2012).

## Награды и звания
- Орден «Знак Почёта» (1975)
- Золотые медали «За достигнутые успехи в освоении народного хозяйства СССР» (1975, 1982).
- Медаль лауреата Государственной премии СССР в области науки и техники (1984) — за разработку и внедрение методов поточно-скоростного строительства трансконтинентального газопровода Уренгой — Помары — Ужгород.
- Медаль «Ветеран труда» (1989) — за долголетний добросовестный труд от имени Президиума Верховного Совета СССР.
- Медаль «В память 850-летия Москвы» (1997).
- Медаль Минобороны «За укрепление боевого содружества» (1999).
- Премия Правительства Российской Федерации в области науки и техники (20 августа 2001 года) — за разработку научно-методических и организационно-технических основ Федеральной университетской сети дистанционного обучения для учебных заведений высшего профессионального образования[5].
- Почётная грамота Кыргызской Республики (29 октября 2002 года, Кыргызстан) — за активное участие в «Горном рынке» и выставке «Наука, техника и технология горных стран», проводимых в рамках Бишкекского глобального горного саммита[6]
- Почётный работник высшего профессионального образования Российской Федерации (2003).
- Почётный работник образования Республики Казахстан (2003).
- Нагрудный знак ИРБИС (Казахстан, (2004) — за участие в развитии системы высшего образования в Казахстане и подготовку дипломированных специалистов.
- победителеь Всероссийского конкурса «Лидер в образовании» (2005)
- Орден Дружбы (27 ноября 2006 года) — за достигнутые трудовые успехи и многолетнюю добросовестную работу[7]
- Почётный знак Росзарубежцентр «За вклад в дело дружбы» (2006).
- Знак МЧС России «За заслуги» (2006).
- Медаль «За укрепление уголовно-исполнительной системы» (2010).